# Emerika
Emerika je žensko osebno ime.

## Izvor imena
Ime Emerika je ženska oblika moškega osebnega imena Emerik.

## Pogostost imena
Po podatkih Statističnega urada Republike Slovenije na dan 31. decembra 2007 v Sloveniji ni bilo ženskih oseb z imenom Emerika ali pa je bilo število nosilk tega imena manjše od 5.

## Osebni praznik
Osebe z imenom Emerika lahko godujejo takrat kot osebe z imenom Emrik.